# Dol pri Šmarjeti
Dol pri Šmarjeti – wieś w Słowenii, w gminie Šmarješke Toplice. W 2018 roku liczyła 27 mieszkańców.